# Điệp viên Cody Banks
Điệp viên Cody Banks là một bộ phim hài điệp viên của Mỹ năm 2003 do Harald Zwart đạo diễn. Phim theo sau cuộc phiêu lưu của nhân vật 15 tuổi, Cody Banks người phải hoàn thành nhiệm vụ của mình là làm quen với cô bạn Natalie Connors để tiếp cận với ba của cô, một nhà khoa học không biết mình đang tiếp tay cho tổ chức tội ác ERIS để chế tạo ra một đội quân nanobot chết người. Bộ phim được quay ở British Columbia và được phát hành tại Hoa Kỳ vào ngày 14 tháng 3 năm 2003.

## Nội dung
Được đào tạo trong trại hè để trở thành một điệp viên tài giỏi, Cody Banks nhận nhiệm vụ đầu tiên của mình: Làm quen một cô bạn gái xinh đẹp nhất trường tên Natali để theo dõi cha cô bé, nhà khoa học Connors. Tuy nhiên, Cody lại không biết tán tỉnh con gái…

## Diễn viên
- Frankie Muniz vai Agent Cody Banks
- Hilary Duff vai Natalie Connors
- Angie Harmon vai Ronica Miles
- Keith David vai CIA Director
- Ian McShane vai Dr. Brinkman
- Arnold Vosloo vai François Molay
- Martin Donovan vai Dr. Albert Connors
- Daniel Roebuck vai Mr. Banks
- Cynthia Stevenson vai Mrs. Banks
- Connor Widdows vai Alex Banks
- Darrell Hammond vai Earl
- Peter New vai Rosychuk
- Noel Fisher vai Fenster